# 火鳥七
鳳凰座μ，又名CD-46 180，HD 3919、SAO 215194、HR 180，是鳳凰座的一颗恒星，视星等为4.59，位于銀經308.31，銀緯-70.94，其B1900.0坐标为赤經0h 36m 36s，赤緯-46° -70.94′ 2″。